# بوكيمون: المحقق بيكاتشو
بوكيمون: المحقق بيكاتشو أو اختصاراً المحقق بيكاتشو (بالإنجليزية: Pokémon Detective Pikachu)‏، هو فيلم فنتازيا غموض كوميدي بدأ عرضه في مايو 2019، من إخراج روب ليترمان وكتابه نيكول بيرلمان وليترمان، الفيلم مبني على لعبة فيديو بنفس الأسم. الفيلم مشروع أمريكي ياباني مشترك أنتجته ليجنداري إنترتينمنت،وارنر برذرز وتوهو.
الفيلم من بطولة رايان رينولدز حيث يؤدي دور المحقق بيكاتشو ويسانده جيكستيس سميث،كاثرين نيوتن وكين واتانابي. تم عرض الفيلم في الولايات المتحدة يوم 10 مايو 2019.

## طاقم العمل
- رايان رينولدز في دور المحقق بيكاتشو.
- جيستيث سميث في دور تيم غودمان، شاب يبحث عن والده المفقود. وهو أيضا شريك المخبر بيكاتشو.
- كاثرين نيوتن في دور لوسي ستيفنز.
- كين واتانابي في دور المحقق يوشيدا.
- بيل ناي
- سوكي واترهاوس
- كريس جيري
- ريتا أورا
- عمر تشابرو

## أحداث القصة
تيم غودمان تخلّى عن حلمه في أن يصبح مدرب بوكيمون بعد وفاة والدته وانقطاع علاقته مع والده هاري، المحقق الشرطي الذي انتقل إلى مدينة ريام، حيث يعيش البشر والبوكيمون معًا في تناغم وتُحظر معارك البوكيمون. بعد محاولة فاشلة لاصطياد بوكيمون كيو بون، يُخبره صديق هاري، المقدم هيديو يوشيدا، بأن هاري قُتل في حادث سيارة. يذهب تيم إلى شقة هاري لترتيب الأمور ويقابل شريك هاري في الشرطة، بوكيمون بيكاتشو الذي يرتدي قبعة الصياد ويعاني من فقدان الذاكرة، والذي يمكن لتيم فقط فهمه. يطلق تيم بالخطأ غازًا غامضًا باللون الأرجواني يعرف بـ "R" من قارورة يجدها في مكتب هاري؛ ثم يتعرضون لهجوم من مجموعة من آيبوم الذين أصبحوا هائجين تحت تأثير الغاز.
يعتقد بيكاتشو أن هاري نجا من الحادث، حيث لم تعثر الشرطة على جثته. يقابلون مُخبرًا لهاري، السيد مايم، الذي يوجههم إلى ساحة معارك بوكيمون سرية غير قانونية. تداهم الشرطة الساحة ويتم إحضار تيم إلى يوشيدا، الذي يكشف عن لقطات لحادث هاري، موضحًا أنه كان من المستحيل أن يكون هاري قد نجا.
يتواصل تيم وبيكاتشو مع هاورد كليفورد، مؤسس شركة كليفورد والمبتكر لمدينة ريام. يكشف هاورد أن هاري تم اختطافه بواسطة بوكيمون مهندَس جينيًا يسمى ميوتو، الذي محى ذاكرة بيكاتشو عن الحادث. يحذر تيم من أن ابنه، روجر كليفورد، هو من يقف وراء إنشاء غاز R. يقوم تيم وبيكاتشو بتجنيد الصحفية الطموحة لوسي ستيفنز وبوكيمون سايدوك الخاص بها، ويسافرون إلى مختبر الوراثة المهجور الذي كان هاري يحقق فيه، حيث يتعرضون لهجوم من غرينينجا معزز جينيًا. يتمكنون من الهرب، لكن بيكاتشو يُصاب في الهجوم. يقودهم بولباسور إلى ميوتو، الذي يعالج بيكاتشو ويبدأ في الكشف عن كيف ساعده بيكاتشو على الهرب من المختبر، فقط ليتم اختطافه بواسطة روجر أثناء الكشف. معتقدًا أنه خان هاري، يترك بيكاتشو تيم.
يكتشف بيكاتشو موقع الحادث ويجد دليلًا على أن غرينينجا، وليس ميوتو، هم من كانوا مسؤولين عن الحادث. في مدينة ريام، يكشف هاورد عن نفسه كمخطط رئيسي وراء غاز "R" وتجارب ميوتو. يشرح أن ميوتو يمكنه دمج البشر مع بوكيمونهم، ولكن فقط إذا كان البوكيمون في حالة جنونية، مما يستلزم الحاجة إلى R، حيث يعتقد أن دمج البوكيمون والبشر هو مفتاح ازدهارهم في المستقبل. يستخدم هاورد جهازًا لنقل وعيه إلى ميوتو، ويطلق الغاز على المدينة من البالونات في العرض ويبدأ في دمج البشر مع البوكيمون، بما في ذلك لوسي ويوشيدا. يصل بيكاتشو ويقاتل ميوتو، بينما يكتشف تيم أن روجر، الذي بدا أنه يعمل بالتعاون مع والده، هو في الحقيقة ديتو مُعدل جينيًا بواسطة هاورد؛ كان روجر الحقيقي مربوطًا ومكممًا لإكمال الخداع. في النهاية، يهزمون هاورد بإزالة سماعة الرأس من على رأسه، محررين ميوتو من سيطرته. يفصل ميوتو بين الناس وبوكيمونهم، ويتم القبض على هاورد، ويعد روجر بإصلاح أخطاء والده، وتُكلف لوسي بقيادة تغطية وسائل الإعلام.
يشرح ميوتو أن هاري حاول إنقاذه من هاورد وساعد ميوتو على الهروب، لكنه تعرض لهجوم من غرينينجا. ثم قرر ميوتو شفاء جسم هاري المصاب، وعندها تطوع بيكاتشو لدمج وعيه مع وعي هاري لمواصلة التحقيق، ونتيجة لذلك، تم محو ذكريات هاري وبيكاتشو. يفصل ميوتو بين الاثنين، ويلتقي تيم بوالده في جسده البشري. ثم يقرر تيم البقاء في مدينة ريام ليصبح محققًا ويقضي المزيد من الوقت مع والده وبيكاتشو والبوكيمون.

## روابط خارجية
- بوكيمون: المحقق بيكاتشو على موقع IMDb (الإنجليزية)
- بوكيمون: المحقق بيكاتشو على موقع ميتاكريتيك (الإنجليزية)
- بوكيمون: المحقق بيكاتشو على موقع روتن توميتوز (الإنجليزية)
- بوكيمون: المحقق بيكاتشو على موقع نتفليكس (الإنجليزية)
- بوكيمون: المحقق بيكاتشو على موقع قاعدة بيانات الأفلام العربية
- بوكيمون: المحقق بيكاتشو على موقع ألو سيني (الفرنسية)
- بوكيمون: المحقق بيكاتشو على موقع Turner Classic Movies (الإنجليزية)
- بوكيمون: المحقق بيكاتشو على موقع أول موفي (الإنجليزية)
- بوكيمون: المحقق بيكاتشو على موقع بوكس أوفيس موجو (الإنجليزية)
- بوكيمون: المحقق بيكاتشو على موقع فيلمافينيتي (الإسبانية)